# Krîjova, Horohiv
Krîjova (în ucraineană Крижова) este un sat în comuna Kvasiv din raionul Horohiv, regiunea Volînia, Ucraina.

## Demografie
Componența lingvistică a localității Krîjova
     Ucraineană (100%)
Conform recensământului din 2001, toată populația localității Krîjova era vorbitoare de ucraineană (100%).